# Nargis (Loiret)
Nargis é uma comuna francesa na região administrativa do Centro-Vale do Loire, no departamento de Loiret. Estende-se por uma área de 22.27 km². Em 2010 a comuna tinha 1 528 habitantes (densidade: 68,6 hab./km²).